# Adagia (Erasmus)

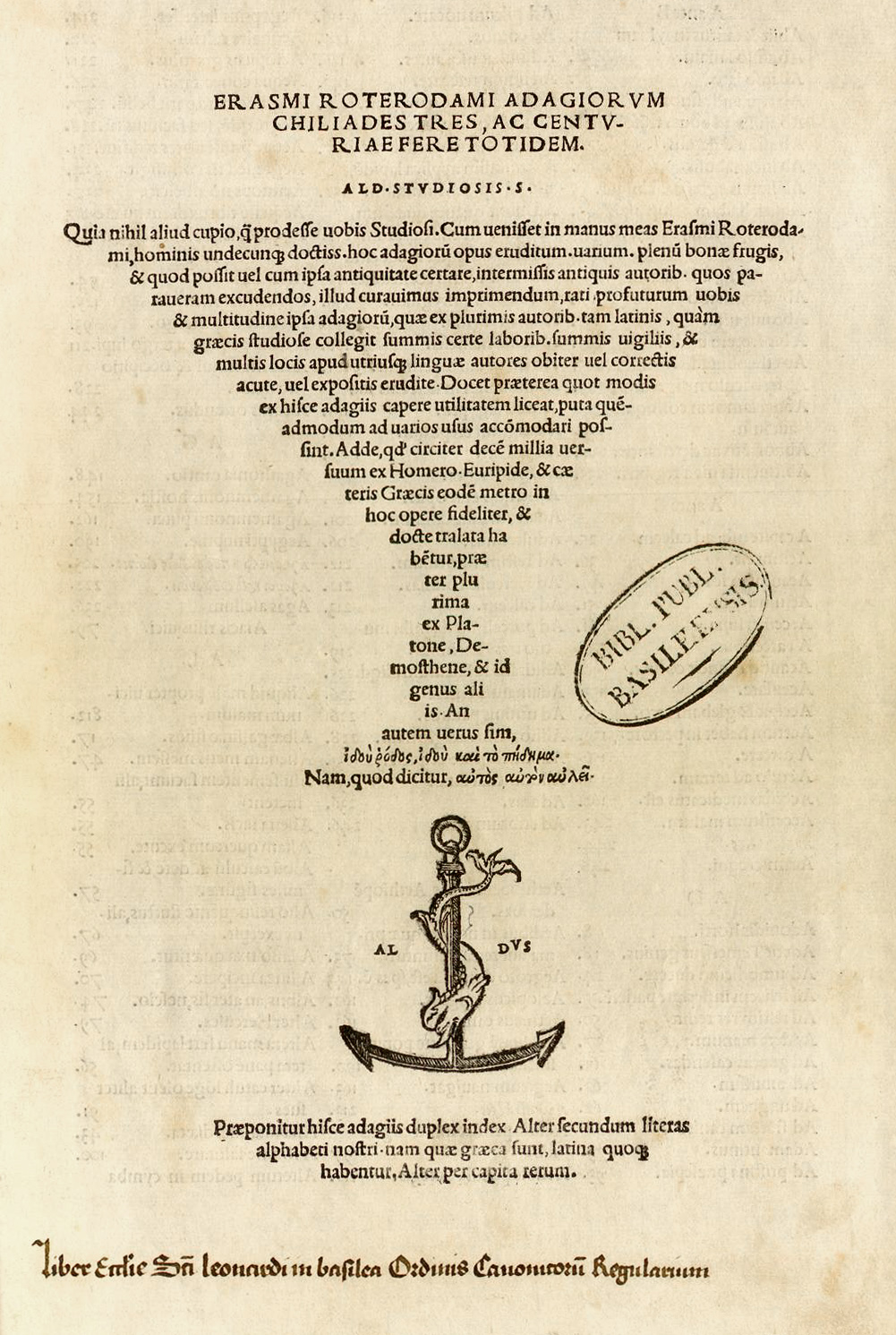
Uitgave van de Adagia door Aldus Manutius, Venetië, 1508.

De Adagia is een verzameling Griekse en Latijnse spreuken en korte betogen van de Nederlandse theoloog en humanist Desiderius Erasmus. Het boek werd het eerst gedrukt te Parijs in 1500 en bestond toen uit 818 klassieke citaten en spreekwoorden. Hij bleef er met tussenpozen zijn leven lang aan werken totdat het bij de laatste uitgave voor zijn dood in 1536 was uitgegroeid tot een collectie van 4151 adagia. Zijn grote belezenheid van schrijvers uit de klassieke oudheid en kerkvaders en zijn vele reizen boden de inspiratie voor zijn reflecties. Bij zijn overlijden had hij 4658 adagia opgesteld.
De eerste druk was getiteld Collectanea Adagiorum en verscheen in een handzaam quartoformaat. Tijdens zijn tijd in Italië groeide de verzameling snel: in 1508 stond de teller op 3260 spreuken. Hij veranderde toen ook de titel in Adagiorum Chiliades, "De duizenden spreekwoorden", de benaming waarmee ook alle volgende uitgaven worden aangeduid. De aforismen waren veelal voorzien van uitgebreide voetnoten, korte opstellen over politieke of morele onderwerpen. In sommige stukken trok hij fel van leer tegen misstanden die hij zag in het functioneren van kerk en staat.
Het werk was zijn eerste publicatie die een wijder publiek bereikte en bezorgde hem onverwijld een goede naam. Erasmus introduceerde de brede term adagium in de titel om uitspraken van een veelomvattend scala aan auteurs te vergelijken met spreekwoorden uit zijn eigen tijd. Zo ontstond de mogelijkheid om antieke argumenten toe te passen in eigentijdse situaties op een manier die in de middeleeuwen ondenkbaar was geweest. Het genre van verzamelde opmerkingen zou in de renaissance onder humanisten een hoge vlucht nemen, maar de meestgelezen Adagia in de 16e eeuw waren die van Erasmus. Zijn spreuken vergezelden hem op al zijn tochten en verspreidden zich al tijdens zijn leven in verschillende invloedrijke vormen over Europa.

## Invloed
Het eerste epitome, een samenvattend uittreksel van het lijvige werk, getiteld Collectanea adagiorum veterum, "Verzamelingen van oude adagia", werd met medewerking van Erasmus verzorgd door Adrianus Barlandus en gedrukt door Dirk Martens in Leuven in 1521 als goedkoper alternatief voor studenten en lezers met een smalle beurs. De Adagiorum epitome van Ioannes Servilius uit Antwerpen uit 1544 was de eerste tweetalige editie met Nederlandse vertalingen naast het Latijn. Gedurende de 16e eeuw putten ook makers van emblemataboeken gretig uit de verzamelingen spreekwoorden en uitdrukkingen van Erasmus en andere vernieuwers.
De toegankelijkheid en wijde verspreiding van de Adagia heeft bijgedragen aan een zekere overeenstemming tussen zegswijzen in verschillende Europese talen. De figuurlijke betekenis van krokodillentranen als huichelachtig medelijden wordt in verschillende gedaantes al in de middeleeuwen aangetroffen, in de 12e eeuw bij Jacob van Maerlant die schrijft dat de krokodil den mensche te beweene plegt alsettene doet heuet ghebeten, de mens pleegt te bewenen als het hem heeft doodgebeten. Erasmus verklaarde de uitdrukking als volgt:
Crocodili lachrymae: Crocodilus eminus conspecto homine lachrymare dicitur atque eundem mox devorat. Inde proverbium Crocodili lachrymae in eos, qui se graviter ferre simulant incommodum eorum, quibus ipsi incommodum attulerunt.
"Krokodillentranen. Naar verluidt begint een krokodil, als hij op enige afstand een mens ziet, te schreien om hem vervolgens te verzwelgen. Daar komt het spreekwoord krokodillentranen vandaan, dat duidt op hen, die veinzen te treuren om wie ze zelf in het ongeluk hebben gestort."
Volgens de Ethika van Plutarchus bezigden de Spartanen de uitdrukking "την σκάφην σκάφην λέγοντας" (tēn skafēn skafēn legontas), "een kuip een kuip noemen", niet onnodig ingewikkeld doen, zeggen waar het op staat. In Apophthegmatum opus vertaalde Erasmus "σκάφη" met het Latijnse "ligo", "schep", hetgeen door de vertaling van Nicholas Udall in 1542 in Apophthegmes, that is to saie, prompte saiynges. First gathered by Erasmus de Engelse taal heeft opgescheept met de uitdrukking "to call a spade a spade".
In een afschrift van het verhaal over Pandora in de Werken en Dagen van Hesiodos las Erasmus het Griekse pithos, "vat", als pyxis, "doos", hetgeen in diverse talen heeft geleid tot het beeld van Pandora's doos als bron van onheil. Wellicht was de verschrijving een bewuste keus.

## Adagia
Enkele van de meest geciteerde Erasmiaanse adagia zijn:
1.1.34. Gratia gratiam paritGunst baart gunst: over het ontstaan van vriendschappelijke relaties.
1.2.9. Oleum adde caminoOlie op het vuur gooien. De uitdrukking van escalatie wordt geciteerd uit de Satiren van Horatius.
1.2.82. Ex umbra in solem educereIets uit de schaduw in het zonlicht brengen: over het zichtbaar maken van wat nog verborgen onbenut algemeen beschikbaar was. Erasmus komt de uitdrukking overal in de literatuur tegen en geeft als eigen voorbeeld dat Socrates de filosofie vanuit de schaduw in het zonlicht heeft gebracht.
1.2.95. Barbae tenus sapientesTot aan de baard zo wijs: over Spaanse, Franse en Engelse spreekwoorden die een verband leggen tussen het dragen van een baard en het beschikken over levenservaring.
1.3.35. Hostium munera non muneraGeschenken van vijanden zijn geen geschenken: onder meer over het paard van Troje en Pandora's doos.
1.8.91. Bis dat, qui cito datHij geeft tweemaal, die snel geeft. Een vlot gebaar wordt dubbel gewaardeerd.
2.1.1. Festina lenteHaast u langzaam: over teksten van Aristophanes, Homerus en Hesiodus en een emblematische afbeelding uit de tijd van Vespasianus van een (snelle) dolfijn die om een (traag) anker zwemt, het beeldmerk van zijn eerste Italiaanse uitgever en medehumanist Aldus Manutius, wiens behoedzame haast hij uitvoerig prees.
2.1.12. Difficilia quae pulchraWat mooi is, kost moeite.
2.2.93. Quaevis terra patriaHeel de wereld is mijn vaderland. Een variant met "is je vaderland" staat sinds ±1994 in neonletters te lezen op de gevel van de Bibliotheek in Erasmus' geboortestad Rotterdam. De originele vertaling is in 2008 als wandschildering aangebracht op een muur in het metrostation Zuidplein.
2.4.54. Magna civitas magna solitudoEen grote stad betekent grote eenzaamheid.
2.4.17. Tempus omnia revelatTijd onthult alles: een citaat van Tertullianus, nu de titel van een opstel over onthullingen in citaten van onder meer Sophocles, Livius en Seneca. Als om de heidense beelden van Saturnus als vader Tijd en zijn dochter Veritas of Waarheid tegen een ongenoemd gevaar te beschermen, geeft een citaat van Matteüs er een christelijke uitleg voor.
3.2.65. Aquila non captat muscasDe arend vangt geen vliegen: wie belangrijk is, houdt zich niet bezig met kleinigheden.
3.4.94. A fronte praecipitium, a tergo lupiVan voren een afgrond, van achteren wolven.
3.4.96. Inter caecos regnat strabusOnder de blinden regeert de schele, in het Grieks "Ἐν τοῖς τόποις τῶν τυφλῶν λάμων βασιλεύει". Erasmus verklaart dit nader als: In regione caecorum rex est luscus, in het land der blinden is de eenogige de koning. De woorden inspireerden ook andere talen: unter Blinden ist der Einäugige König, in the land of the blind, the one-eyed is king, au royaume des aveugles, les borgnes sont rois.
4.1.1. Dulce bellum inexpertisDe oorlog is aangenaam voor wie hem niet kent.
4.9.27. Iucunda malorum praeteritorum memoriaZoet is de herinnering aan doorstane rampen. Naar Cicero's De finibus malorum et bonorum.
5.1.86. Nullus sumIk ben niets, niemand. Erasmus wijst op verschillende betekenissen: bij Euripides en andere klassieke toneelschrijvers is deze zelfontkenning een uitdrukking van wanhoop, verlies en onvermogen, in het werk van Plato wijst het op minachting en geringschatting. Allen zijn schatplichtig aan Homerus, die in de Odyssee beschrijft hoe Odysseus ontsnapt aan de cycloop door te zeggen dat hij Niemand heet.

### Vroege uitgaven
- Parijs 1500, 818 adagia, 152 bladzijden in quarto, gedrukt door Johann Philippi
- Venetië 1508, 3260 adagia, 500+ bladzijden in folio, gedrukt door Aldus Manutius
- Bazel 1513, ongeautoriseerde maar hoogstaande herdruk van de editie uit 1508 door Johannes Froben om Erasmus te verleiden hem te bezoeken
- Bazel 1526, 3535 adagia, 3658 in 1528, vervolgens 4146 in 1533 en ten slotte 4151 in 1536
- Londen 1539, Proverbes or adagies... gathered out of the Chiliades by Erasmus, eerste Engelse vertaling door Richard Taverner, tweede druk in 1545
- Lyon 1557, een van de eerste Franse versies
- Rome 1575, Adagia, geredigeerd door Paulus Manutius
- Leiden 1703, Erasmus, Adagia, de Opera omnia, geredigeerd door Jean Leclerc

### Moderne uitgaven en vertalingen
- Felix Heinimann, Emanuel Kienzle e.a., Opera Omnia Desiderii Erasmi Roterodami. Ordinis secundi, vol. 1-9, 1981-2009

Kritische uitgave volgens de nummering van Erasmus bezorgd door de KNAW (vandaar 'Amsterdamse editie' of ASD)
- Desiderius Erasmus, Spreekwoorden – Adagia (= Verzameld werk, vol. 5), vertaald door Jeanine De Landtsheer, 2011, 500 p. ISBN 9789025369033

Gedeeltelijke vertaling naar het Nederlands
- Jean-Christophe Saladin (ed.), Érasme de Rotterdam. Les Adages, 2011, 5440 p. ISBN 9782251346052

Tweetalige editie Latijn-Frans in vijf banden, bezorgd door meer dan zestig vertalers
- Collected Works of Erasmus, vol. 30-36, Adages, vertaald door Margaret Mann Phillips, R. A. B. Mynors en John N. Grant, 1982-2017

Engelse vertaling in zeven banden